# Филипович Іван (кооператор)

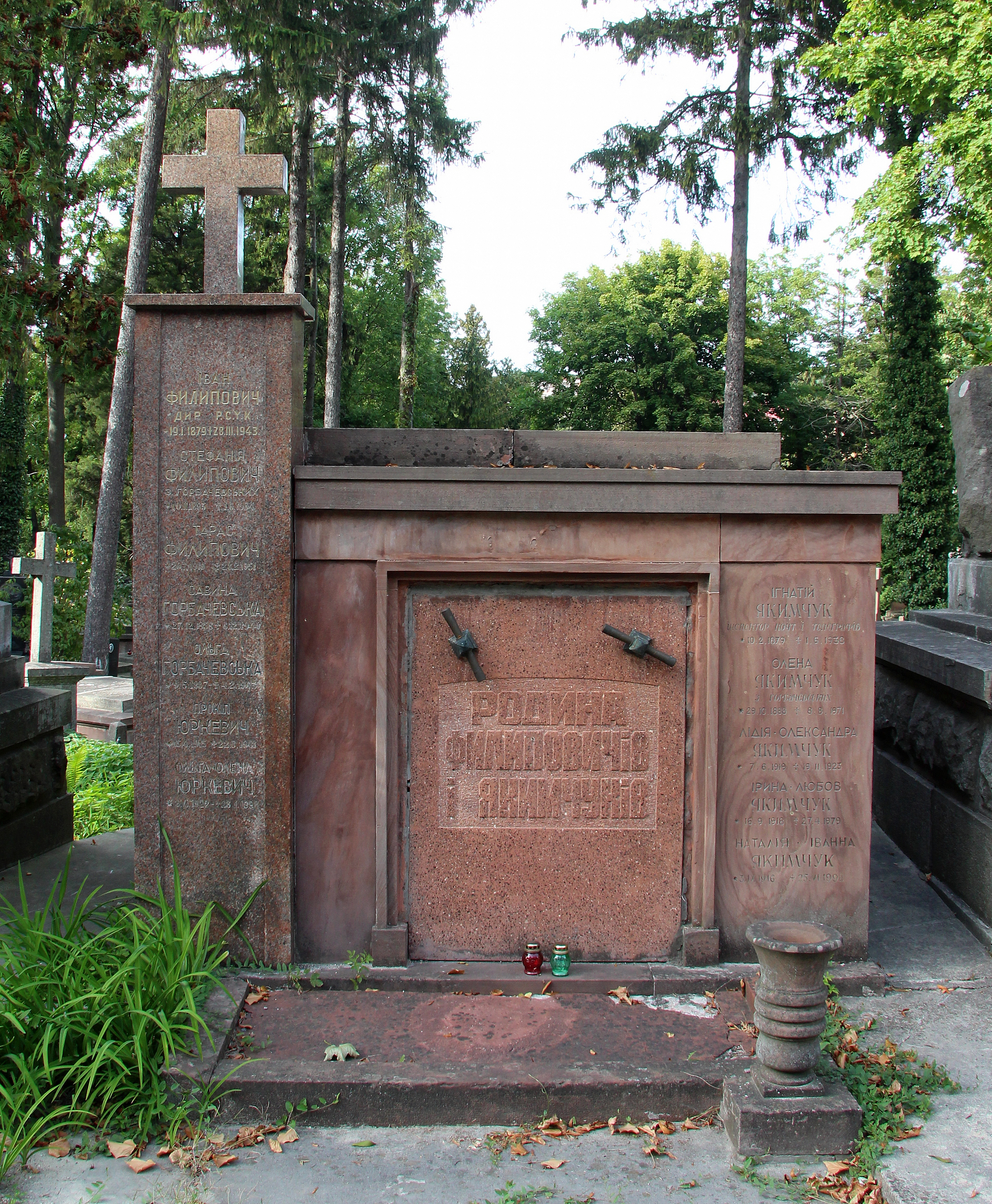

Іва́н Филипо́вич (1879–1943) — український кооперативний діяч, член «Ради Сеньйорів» у Львові. 

## Життєпис
Народився у села Дамичі-Заболотова (Снятинського повіту), заслужений у відродженні української кооперації 1920-х роках.
У 1922—1929 роках директор Ревізійного Союзу Українських Кооперативів. Згодом начальник його адміністративного відділу.
Похований на 59 полі Личаківського цвинтаря.